# 高崎市立高崎経済大学附属高等学校
高崎市立高崎経済大学附属高等学校（たかさきしりつたかさきけいざいだいがくふぞくこうとうがっこう）は、群馬県高崎市浜川町にある市立高等学校。略称は「高経附（たかけいふ）」、「経附（けいふ）」、「経大附(けいだいふ)」。

## 概要
- 前身の高崎市立女子高等学校を母体に1993年（平成5年）創立。自主自律・自学自習を校訓としている。
- 教育目標は社会のために、自立的に生きるために必要な力を育成することを目標とする。
- 2015年から文部科学省スーパーグローバルハイスクール(SGH)の指定(5年間)を受け、｢高崎市と世界をつなぎ、地域に貢献できるグローバル人材｣の育成を目指していた。高･大･産の連携によって行う課題研究｢日本企業の海外戦略｣が柱となっていた。
- 2019年からはSGHの後継事業としてTSUBASAプロジェクトが展開されている。TSUBASAはTakeStepsUpwards,BuildingAdvancedSocialAbility(社会的能力を高めてワンランク上へ)の各頭文字をつなげたものであると同時に、校章の翼のマークをイメージした名称である。この事業は文部科学省地域との共働による高等学校教育改革推進事業の指定をアソシエイトとして受けており、｢高崎市と世界をつなぎ、地域に貢献できる人材｣｢高崎市の特徴を活かしたビジネス起業や環境保護活動等ができる人材｣の育成を目指している。
- 群馬バスのバス路線（高崎駅～浜川経由～箕郷営業所）のバス停留所（経大附属高校入り口）が本校から徒歩3分の場所にある。高崎駅西口バスターミナル2番乗り場からそのバス路線（高崎駅発～浜川経由～箕郷行き）に乗車。約20分ほどで本校前のバス停に到着する。
- JR高崎問屋町駅から直通バスが運行している。
- 2022年弓道部が令和4年度全国高等学校総合体育大会において、延岡学園を制し初出場群馬県勢初の男子団体優勝を果たした。

## 沿革
- 1924年 - 高崎実践女学校として開校
- 1926年 - 修業年限を3年から4年に変更
- 1934年 - 高崎市昭和町に移転
- 1935年 - 高崎高等実践女学校に改称
- 1943年 - 高崎市立高等女学校に改称
- 1947年 - 高崎市立女子高等学校として再出発
- 1981年 - 現在地に新築移転
- 1993年 - 高崎経済大学附属高等学校の設置が決定
- 1994年 - 高崎経済大学附属高等学校開校。人文科学系・社会科学系・自然科学系・芸術系・体育系の5系を設置。
- 1995年 - 創立記念行事｢ウォーク40｣実施
- 1996年 - 海外研修旅行（韓国）を実施
- 2000年 - 韓国ソウル特別市高尺高校と姉妹校提携
- 2003年 - 開校10周年記念式典挙行
- 2006年 - 人文科学系・社会科学系・自然科学系の3系を「普通系」に統合
- 2010年 - 体育系の募集を停止
- 2011年 - 高崎経済大学が公立大学法人になるに伴い高崎市立高崎経済大学附属高等学校に改称
- 2013年 - オナークラス設置
- 2015年 - スーパーグローバルハイスクール の指定を受ける(2019年終了)
- 2019年 - 地域との協働による高等学校教育改革推進事業指定校(アソシエイト)の指定を受ける
- 2022年 -令和4年度全国高等学校総合体育大会において、弓道部が県勢初となる男子団体優勝

## 校章･校歌
校章
1994年から1995年に校内の全生徒･職員から原案を公募し、その中から選出された生徒の作品を元にデザインした。学校の理念である｢自主自律｣の精神を象徴する鳥の翼と、｢附属高校｣の頭文字及びfutureの意味が込められたアルファベット｢F｣を図案化し、翼の右側の5つの凸凹が開校当初にあった5つの学系を意味している。また、このデザインは強い方向性をもっており、生き生きとした集団イメージも表現するものとなっている。
校歌
1994年｢校歌作成ゼミ｣の生徒が1番の歌詞と旋律を作成し、作曲家の飯田隆に補作･編曲･監修とともに2番の歌詞の作成を依頼し完成した。

## 学科
- 全日制課程
  - 普通科
    - 普通コース
      - 文系オナークラス(1組)
      - 文系普通クラス(2~4組)
      - 理系オナークラス(7組)
      - 理系普通クラス(5･6組)

    - 芸術コース(8組)
      - 音楽系
      - 美術系

## オナークラス
高崎経済大学附属高校の1番の特色としてオナークラスがある。文系と理系それぞれに1クラスずつあり、通常履修するカリキュラムの上に体験学習を中心としたプログラムである｢オナープログラム｣を学ぶクラスである。(オナープログラムについては後述。)
大学との連携事業や企業･社会施設での研修などキャリア教育を重視しながら大学･社会人になっても必要な基本的･汎用的な能力が育成される。
また継続的に一般の生徒のクラスより授業進度が速く発展的な内容を学ぶ。
オナープログラム
- 文理芸共通全クラス
  - 全学年 
    - エンパワーメントプログラム
    - 体験活動合同発表会(3月)
    - 韓国研修(8月)(希望者)

  - 1･2年
    - 米国研修(3月)(希望者)

  - 1年
    - グローバルリレー講話
    - ディベート
- 文系オナークラス
  - 1･2年 
    - 日本政策金融公庫ビジネスプラングランプリ参加
    - 中国･香港研修(12月)(希望者)

  - 2･3年 
    - コラボゼミ成果発表会

  - 1年
    - イングリッシュセミナー(県立女子大の外国人講師による英語学習会)
    - グローバルリレー講話･工場見学(サイトウティーエム･秋葉ダイカスト工業所･キンセイ産業･昭和電気鋳鋼)
    - 日本語リテラシー(高経大名和ゼミと連携)
    - 熱血!高校生販売甲子園参加

  - 2年
    - コラボゼミ(高経大阿部ゼミと連携)
    - 日本経済新聞社日経ストックリーグ参加
    - 東京証券取引所･ヤマトシステム開発見学

  - 3年
    - コラボゼミ(高経大矢野ゼミと連携)
    - 日本経済新聞社円ドルダービー参加
    - 国内企業訪問
- 理系オナークラス
  - 全学年
    - 探究活動
    - 成果発表会
    - 東大生産研リサーチキャンパス見学

  - 1･2年
    - 産総研つくばセンター見学
    - ロボット実習(前工大と連携)

  - 1年
    - ソーラークッカー実習(足利大と連携)
    - 天体観測(群馬県立ぐんま天文台)

  - 2年
    - 水生生物調査
    - 海洋生物実習(佐渡)(新潟大と連携)
    - 東大地震研究所見学

  - 3年
    - 福島被災地見学

## 国際交流事業
3つの海外研修と、年間を通じて外国の高校生の訪問を積極的に受け入れている。
- 海外研修
  - 米国研修･･･1年生と2年生の希望者が対象。毎年3月後半にボストンで9日間行われる。5日間は現地語学学校に通う。その他ハーバード大学やMITの見学、ケンブリッジイノベーションセンターでの交流会、ボストン美術館見学などがある。ホームステイ。費用は約40万円
  - 韓国研修･･･全学年の希望者が対象。夏休み中に4日間行われる。姉妹校提携しているソウル特別市の高尺高校との交流がメインで、観光もある。一部ホームステイ。費用は約10万円
  - 中国･香港研修･･･1年生と2年生の文系オナークラスの希望者が対象。深圳と香港で5日間行われる。高崎や群馬、日本を代表する企業の海外支店を訪問し、海外進出について研究する。訪問企業は高崎市のサイトウティーエムや、ミツバ、ヤマト運輸、イオンなどである。香港ディズニーランドでのフィールドワークもある。費用は約15万円  ※2019年度は香港情勢悪化のため研修先を台湾に変更
- 外国人高校生訪問受け入れ
  - 姉妹校提携している高尺高校の生徒は毎年受け入れており、ホームステイ受け入れも実施している。
  - その他、中国･台湾･ニュージーランドの高校生を受け入れた実績がある。
- エンパワーメントプログラムも毎年実施している。
- 外務省国際機関人事センターの講師を招き講演会を行っている。

## 制服
- 県内の高校の制服は紺・黒を基調にしたものが多いなか、ベージュ＆グリーン系の制服の登場は斬新なイメージを与えた。
- デザインはコシノジュンコによるものだが、現在は学校側で制服製造会社などと連携し、オリジナルに若干の変更を加えたものが採用されている。
- 2008年4月入学生から、男子のブレザーはダブルからシングルへと変更された。女子のスカートは冬服にあった吊りをなくし夏服のような腰の部分のみで固定するものになった。女子のブレザーも男子と同じくダブルからシングルに変更され、丈も短く変更された。冬期使用として、女子用のスラックスも出来た。
- 指定のベスト・セーターがある。
- 夏期(5月～10月)には指定ポロシャツの着用も許可される。
- また、2024年4月から校則が変更され、男女ともにスラックスとスカート、リボンとネクタイとを自由に選択できるようになった。

## 学校行事
- 4月
  - 始業式･入学式･対面式
  - 赤城合宿(1年生)
  - 芸術系音楽コース校内演奏会
- 5月
  - 高経大学見学(1年生)
- 6月
  - 経菱祭(奇数年に開催)
  - 体育祭(偶数年に開催)
- 7月 
  - 文化部発表会(偶数年に開催)
  - 学習合宿(倉渕はまゆう山荘にて)
- 8月
  - 韓国研修(高尺高校と交流)
  - 学校説明会(音楽センター)
- 9月
  - 学校公開
  - 3年コラボゼミ成果発表会
  - 開校記念式典
- 10月
  - 球技大会
  - 大学見学(東京方面)
- 11月
  - 修学旅行(沖縄)
- 12月
  - 中国･香港研修
- 1月
- 2月
  - 前期選抜試験
- 3月
  - 卒業式
  - 後期選抜試験
  - SGH体験活動成果発表会
  - アメリカ研修
  - 修了式

## 学校施設
- 校舎は南校舎と北校舎がある。南校舎は2階建てで職員室や図書館、理科室、音楽室、美術室などの特別教室棟。北校舎は4階建てで2階～4階が普通教室になっている。
- 講義室5部屋、ゼミ室3部屋、文系オナー室、理系オナー室
- 音楽室は3部屋、レッスン室が4部屋、絵画室、デッサン室、クラフト室、デザイン室、彫刻室、陶芸室がある。
- 体育館は2階建て。高校総体バスケットボールの会場にもなる。
- 菱華会館という合宿所がある。1階部分は以前食堂として使用されていたが今は自習室として開放されている。月曜日と金曜日は20:00、火曜日～木曜日は20:30まで自習室が使用できる。
- 柔道場とトレーニングルームが併設されている。
- 第2グラウンドは人工芝完備
- 野球雨天練習場
- 陸上全天候走路(130m4レーン)
- テニスコート5面

## 主な進学実績
- 普通系は主に高崎経済大学・群馬大学を始めとして地方国公立大学・中堅私立大学進学者が多い。上位層は国公立大学では東北大学・東京外国語大学・東京芸術大学・筑波大学・東京学芸大学・横浜国立大学・千葉大学・埼玉大学など。私立大学では早稲田大学・慶応義塾大学・上智大学を始め、明治大学・立教大学・青山学院大学・法政大学・中央大学・立命館大学・学習院大学などの合格者も輩出している。有名音楽大学や体育大学に進学する者もいる。

## 部活動
【運動部】
- サッカー - Jリーガーを輩出。
- 陸上競技 - 全国制覇の経験をもつ。[いつ?]
- 硬式野球
- 男子バスケットボール
- 女子バスケットボール
- 男子バレーボール
- 女子バレーボール
- ソフトテニス
- 水泳
- 男子バドミントン
- 女子バドミントン
- ダンス
- 柔道
- 弓道 - インターハイ優勝
- テニス
- 空手道
- 山岳
- 卓球同好会

【文化部】  
- 演劇
- 茶・華道
- JRC・児童
- 書道
- 新聞
- 吹奏楽 -東日本大会出場
- 箏曲
- 軽音楽
- 理科（物理・化学・生物・天文）
- 文芸
- 美術
- 映画
- 合唱
- 写真
- バトン
- 放送
- イラスト
- インターナショナルクラブ

## 著名な出身者
- 島村幸大︰劇団四季所属
- 矢口啓一郎：競輪選手
- 石原直樹：湘南ベルマーレ
- 吉岡聡：元プロサッカー選手
- 小林亮太：元プロサッカー選手
- 沼田圭悟：FC琉球
- 二ノ宮慈洋：松本山雅FC
- 赤見千尋：元高崎競馬女性騎手
- 増尾柾美：日本陸上競技選手権五種競技優勝
- 青木梓：陸上棒高跳び選手
- 竹内海南江︰タレント・リポーター　TBSテレビ「日立 世界・ふしぎ発見!」ミステリーハンター
- あやまん監督︰あやまんJAPAN
- 村上早︰銅版画家
- 大友花恋︰女優(中退)